# 田字草
田字草（学名：Marsilea minuta），又叫蘋、白蘋、四葉菜，为蘋科蘋屬下的一个种。